# Elżbiecin (Braniewo)
Elżbiecin (deutsch Lisettenhof) ist ein Ort in der polnischen Woiwodschaft Ermland-Masuren un d gehört zur Landgemeinde Braniewo (Braunsberg) im Powiat Braniewski (Kreis Braunsberg).
Elżbiecin liegt im Nordwesten der Woiwodschaft Ermland-Masuren am westlichen Stadtrand von Braniewo (Braunsberg), lediglich 1 Kilometer vom Stadtzentrum entfernt.
Der einst Abbau Rossinski und erst ab 2. Oktober 1837 Lisettenhof genannte Ort war bis 1945 ein Wohnplatz innerhalb der Stadtgemeinde Braunsberg in Ostpreußen. Im Jahre 1905 zählte der Gutsort 37 Einwohner.
Im Zusammenhang der Abtretung des gesamten südlichen Ostpreußen an Polen erhielt Lisettenhof die polnische Namensform „Elżbiecin“. Er ist jetzt aus der Stadt Braniewo herausgelöst und gehört zur Landgemeinde Braniewo im Powiat Braniewski der Woiwodschaft Ermland-Masuren.
Seitens der römisch-katholischen Kirche ist Elżbiecin in die Basilika St. Katharina in Braniewo im Erzbistum Ermland  eingepfarrt. Bis 1945 gehörte der Ort zur evangelischen Kirche Braunsberg und ist seither der Diözese Masuren der Evangelisch-Augsburgischen Kirche in Polen zugeordnet.
Elżbiecin ist von Braniewo aus schnell zu erreichen. Der Bahnhof der Stadt Braniewo ist die nächste Bahnstation an der Bahnstrecke Malbork–Braniewo und an der Bahnstrecke Olsztyn Gutkowo–Braniewo.